# 足利市立図書館
足利市立図書館（あしかがしりつとしょかん、Ashikaga Municipal Library）は、栃木県足利市有楽町832番地にある公共図書館。

## 特色
自由に資料を閲覧できる8万5千冊の開架閲覧室と、26万5千冊の閉架書庫を持ち、35万冊の資料を収蔵できる。

## 歴史

### 足利学校遺蹟図書館（1903年～1980年）
1903年（明治36年）8月1日、足利郡足利町（現・足利市）によって足利学校敷地内に足利学校遺蹟図書館が開館した。足利学校遺蹟図書館は栃木県初の近代的公共図書館とされる。1915年（大正4年）には足利学校遺蹟図書館の建物が建て替えられた。

### 栃木県立足利図書館（1980年～2016年）
1980年（昭和55年）4月、足利市有楽町に栃木県立足利図書館が開館し、足利学校遺蹟図書館が担ってきた足利市の公共図書館の役割を引き継いだ。総工費は約5億7000万円。この際には足利学校遺蹟図書館にあった蔵書の多くが足利市から栃木県に寄託され、栃木県立足利図書館に移管されている。初代館長の小林宏は、「県立図書館は、研究者を始め、他市からもいろいろな方が勉強に来る場所だから、その期待に応えうる本を集めなければいけない」という信念の下、ガリマール出版社のプレイヤード叢書をはじめ、フランス語や英語の文学全集や詩の全集など洋書の収集に努め、宇都宮大学の教員が驚くほどのコレクションを実現した。
2011年（平成23年）には延べ入館者数800万人を達成した。2016年時点の運営費は年間約1億5000万円であり、うち栃木県が約9000万円を、足利市が残りを支出していた。同年時点では利用者の約9割が足利市民だった。日本における人口10万人以上の自治体で市立図書館を有していないのは足利市のみだった。

### 足利市立図書館（2016年～）
2016年（平成28年）4月1日、栃木県立足利図書館の建物が足利市に移管され、建物はそのままに足利市立図書館が開館した。

## 利用案内
- 開館時間[5]
  - 火曜～金曜：9時から19時
  - 土曜・日曜・祝日：9時から17時
- 休館日[5]
  - 毎週月曜日 (定休日と資料整理日が祝日のときは翌日)
  - 資料整理日 (毎月第4木曜日)
  - 特別資料整理日 (年2回それぞれ7日以内で教育委員会の定める日)
  - 年末年始 (12月29日～1月3日)
- 交通アクセス[6]
  - JR両毛線足利駅より徒歩15分
  - 東武伊勢崎線足利市駅より徒歩30分